# Don Fagerquist
Donald „Don“ A. Fagerquist (* 6. Februar 1927 in Worcester, Massachusetts; † 24. Januar 1974 in Los Angeles) war ein Jazz-Trompeter des Swing und West Coast Jazz. 

## Leben und Wirken
Don Fagerquist spielte in den kleinen Formationen des West Coast Jazz, aber auch in Big Bands und später als Studiomusiker, wo er bei vielen Aufnahmesessions ein gefragter Solist war, wie bei Mal Hallett (1943), Gene Krupa (1944–1950), Artie Shaw (1949–1950), Artie Shaws Gramercy Five (1949–1950), Woody Herman (1951–1952), Les Brown (1953) und dem Dave Pell Oktett (1953–1959).
Ab 1956 arbeitete Fagerquist als Studiomusiker in Hollywood, machte aber auch Aufnahmen mit Bob Cooper, Shelly Manne, Shorty Rogers und Red Norvo. Mit den Orchestern von Nelson Riddle, Paul Weston, Marty Paich und Billy May begleitete er Ella Fitzgerald bei mehreren Alben ihrer Songbook-Reihe.
Trotz seiner Fähigkeiten als lyrisch begabter Solist hatte er nur zwei Mal Gelegenheit für eigene Produktionen als Leader: eine Session für Capitol Records im Jahr 1955 (reissued als Teil der Dave Pell Octet CD I Had the Craziest Dream) und ein Album für das Jazzlabel Mode 1957 (Music to Fill a Void).
Ab 1956 arbeitete Fagerquist als Musiker für Paramount Films, nahm aber noch gelegentlich Platten mit Shelly Manne, Mel Tormé und Art Pepper auf.
In den 1960er Jahren entstanden noch weitere Jazzproduktionen mit Fagerquist. So sind seine Soli auf Alben von Pete Rugolo, Frank Comstock, Nelson Riddle, Billy May, Paul Weston, Si Zentner und anderen zu hören.  
1966 beendete Fagerquist aus gesundheitlichen Gründen seine aktive Musikerkarriere. Er starb 1974 in seinem Haus in Kalifornien.

## Auswahldiskographie
- Benny Carter: All Of Me (Bluebird, 1934–47)
- Jazz Studio 2: From Hollywood (Decca, 1954)
- Bob Cooper: Coop (OJC, 1957)
- Ella Fitzgerald: Ella Swings Lightly (Verve, 1958)
- Gene Krupa: Gene Krupa/Lionel Hampton (Forlane, 1949)
- Dave Pell Octet: Plays Irving Berlin (Fresh Sound, 1953), Plays Burke And Van Heusen (Fresh Sound, 1953), I Had The Craziest Dream (Fresh Sound, 1955), Jazz Goes Dancing (Fresh Sound, 1956)
- Art Pepper: The Artistry Of Art Pepper  (Pacific jazz, 1956–57)
- Shorty Rogers: Shorty Rogers Swings (RCA, 1958–59)